# دریاچه بو (آلبرتا)
دریاچه بو (به انگلیسی: Bow Lake) یک دریاچه یخچالی در کانادا است که در آلبرتا واقع شده‌است.